# Thienemanniella longicornis
Thienemanniella longicornis är en tvåvingeart som beskrevs av Jean-Jacques Kieffer 1921. Thienemanniella longicornis ingår i släktet Thienemanniella och familjen fjädermyggor.
Artens utbredningsområde är Polen. Inga underarter finns listade i Catalogue of Life.